# 整数の符号化
整数の符号化とは、主にデータ圧縮において整数を符号語にするための手法である。
多くの場合は任意の、あるいは決められた範囲内の整数をなるべく短い符号語で表現し、全体の情報量を少なくすることを指す。
整数の符号化によって出力される符号語は一意復号可能であり、ふつう接頭符号(prefix code)である。一意復号可能な符号は、一般に語頭条件を満たす。そのため接頭符号を語頭符号とも呼ぶ。
代表的なものにアルファ符号、ガンマ符号、デルタ符号、ゴロム符号などがある。